# عزیز احمد چودهری
عزیز احمد چودهری (انگلیسی: Aziz Ahmed Chaudhry؛ زادهٔ ۱ ژانویهٔ ۱۹۳۲) تیرانداز اهل پاکستان بود. وی در بازی‌های المپیک تابستانی ۱۹۶۴ شرکت کرده‌است.